# Arid
Arid est un groupe belge de rock indépendant, originaire de Gand. Il est formé du chanteur et guitariste Jasper Steverlinck, du guitariste David Du Pré, du bassiste Filip Ros, et du batteur Steven Van Havere. Ce groupe est souvent comparé à Jeff Buckley, du fait de la voix haut perchée de Steverlinck.

## Historique

### Origines et débuts
Arid, bien que passionnés de musique depuis leur plus jeune âge, ont commencé sur le tard la musique, à l'aube de l'âge adulte. Le groupe est formé autour de Jasper Steverlinck, David Du Pré et Filip Ros, qui étaient tous entrés dans la vie active au moment de former le groupe. Au milieu des années 1990, Du Pré forme son premier groupe instrumental, Voltashop, avec Filip Ros. De son côté, Steverlinck chantait dans Kaya, un groupe qui ne menait nulle part. Ils se rencontrent et David, ébloui par les qualités vocales de Jasper, lui propose le poste de chanteur dans Voltashop, ce qu'il accepte. 
En 1996, Arid parvient en finale d'un concours organisé par le magazine flamand Humo, ce qui leur permet de graver un titre sur le CD Rock Rally, offert avec le magazine. C'est là que le label Double T, une filiale de Sony, les repère, et les signe en 1997. C'est peu après que leur premier batteur quitte le groupe, pour être remplacé par Steven Van Havere, ex-batteur du groupe Gorki. L'arrivée de Steven leur permet d'accélérer et d'améliorer leur production, jusque-là peu convaincante.
En 1999 est publié Little Things of Venom, le premier album du groupe, produit par David Anderson (Edwyn Collins, Fine Young Cannibals). À cet album collaborent Piet Goddaer d'Ozark Henry et les frères Dewaele de Soulwax. Cet album est publié par Columbia aux États-Unis sous le titre At the Close of Every Day. Le single Too Late Tonight est publié en Belgique, avant que le groupe ne s'engage dans une tournée avec K's Choice, Suede ou Counting Crows, ainsi que deux apparitions triomphales au festival Rock Werchter (1999 et 2000). 

### Années 2000
Le groupe, soutenu par les radios belges, jouit d'un beau succès avec cet album (15e des charts belges, et 25 000 ventes et disque d'or en Belgique), qui est réédité quelques mois plus tard accompagné d'un CD cinq titres enregistré à l'Ancienne Belgique de Bruxelles. D'autres singles, Believer, Me and My Melody et All Will Wait permirent de maintenir le groupe sur les ondes jusque fin 2000. Le groupe apparait également sur la compilation Glittering 2000, commémorant les 30 ans du glam, pour une reprise de Killer Queen de Queen. Ce qui est très ironique car la voix de Jasper était souvent comparée à celle de Freddie Mercury, ce qui l'agaçait beaucoup.
En 2001, Jasper Steverlinck apparait dans le film IMAX Haunted Castle. En 2002 est publié leur deuxième album All is Quiet Now au label PIAS, précédé par le single You Are. L'album, pourtant doté de beau texte, était beaucoup plus calme et moins audacieux que leur premier opus. De plus, mal distribué hors Benelux (en import en France), le disque ne reçoit qu'un succès d'estime. Le single Everlasting Change est également publié. Un live suit l'année suivante (Arid Live, décembre 2003), composé de morceaux des deux premiers albums. Mais Jasper avait déjà la tête ailleurs et collabore d'abord au single de Noël de Das Pop Merry Xmas (War is Over), puis à l'album de Ozark Henry sur Dear Grass Widow. Le plus grand succès du groupe est celui du chanteur seul : la reprise de Life on Mars? de David Bowie accompagné des frères Kolacny de la chorale Scala se place haut dans le top singles belge. Ce succès est suivi d'une reprise très réussie de Let Her Down Easy de Terence Trent d'Arby, toujours produite par les frères Kolacny.
Le groupe est mis en suspens en partie à cause de ce succès. Jasper publie en avril 2004 l'album de reprises Songs for Innocence, un des plus grands succès néerlandophones de l'année, et se lance dans une longue tournée. Un DVD retraçant cette tournée, également intitulé Songs of Innocence est publié fin 2005. En avril 2007, sort un nouveau single intitulé Words annonçant l'arrivée d'un album studio. Le premier concert de la nouvelle tournée a lieu le dimanche 27 mai à l'Ancienne Belgique à Bruxelles. En janvier 2008, l'album studio All Things Come in Waves sort précédé du single Why do You Run.

### Années 2010
Le dernier album en date Under the Cold Street Lights est sorti le 28 février 2010, précédé du single Come On. Une tournée a immédiatement débuté avec plusieurs dates en Belgique. En 2012, Steverlinck quitte le groupe pour se consacrer à une carrière solo.

## Discographie
- 1999 : Little Things Of Venom

1. At the Close of Every Day
2. Too Late Tonight
3. All Will Wait
4. Little Things of Venom
5. Believer
6. Dearly Departed
7. Me and My Melody
8. World Weary Eyes
9. Life
10. Elegy

- 2002 : All Is Quiet Now (Epic)
- 2003 : Live (Lipstick Notes Records ; album live)
- 2008 : All Things Come In Waves (Lipstick Notes Records, PIAS Benelux)
- 2010 : Under the Cold Street Lights ([PIAS] Belgium, T for Tunes)